# Momordica racemiflora
Momordica racemiflora är en gurkväxtart som beskrevs av Célestin Alfred Cogniaux. Momordica racemiflora ingår i släktet Momordica och familjen gurkväxter. Inga underarter finns listade i Catalogue of Life.